# Emil Bähr
Friedrich Wilhelm Emil Bähr (29. April 1831 – 12. Februar 1899) war ein deutscher Violinist und Violinlehrer.

## Leben
Bähr besuchte von 1838 bis 1845 die Rathsfreischule in Leipzig und studierte danach, ebenfalls in Leipzig, von 1846 bis Ostern 1849 Violine bei Ferdinand David. Im November 1849 ging er nach Liegnitz zu Benjamin Bilse und dessen „Bilse’scher Kapelle“. 
Nach bestandener Konkurrenzprobe wurde er im Januar 1851 an das Dresdner Hoftheater engagiert und blieb dort bis zu seiner Pensionierung.
Aber 1857 unterrichtete er zusätzlich Violine am Dr. Krause’schen Lehr- und Erziehungsinstitut.